# 하워드 호크스
하워드 윈체스터 호크스 (Howard Winchester Hawks, 1896년 5월 30일 ~ 1977년 12월 26일)은 미국의 영화 감독이다. 그는 모른 장르의 대가라는 칭송을 받았으며 1975년 아카데미 공로상을 받았다. 그의 대표작으로는 《스카페이스》, 《아기 양육》, 《그의 연인 프라이데이》, 《요크 상사》, 《명탐정 필립》, 《붉은 강》, 《신사는 금발을 좋아해》 등이 있다.

## 생애
호크스는 1896년 5월 30일에 미국 인디애나주 조셴에서 아버지 프랭크 W. 호크스와 어머니 헬렌 하워드 사이에서 첫째로 태어났다. 남동생 케니스 네일 호크스가 1899년에 태어나자 가족은 위스콘신주 니나로 옮긴 후 또 캘리포니아주 남쪽으로 옮겼다.
호크스는 글랜도라에 있는 고등학교를 졸업한 후 다시 뉴햄프셔주로 옮겨 필립스 엑스터 아카데미에서 1912년부터 1914년까지 다녔다. 이후 뉴욕주 이사카로 옮겨 코넬 대학교에 다녔다. 졸업 후 제1차 세계대전에서 공군으로 입대하였다. 전쟁 이후 그는 레이스 카 운전사, 비행사, 디자이너를 맡았다.

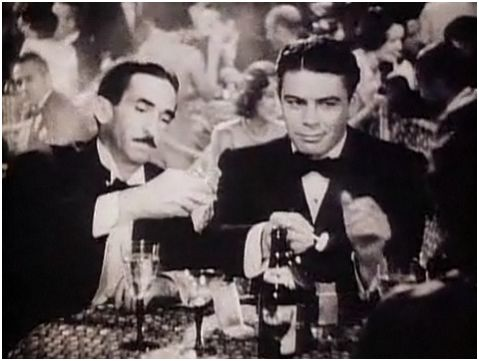
《스카페이스》

1924년, 그가 평소에 관심있어 한 영화계에 입문하여 1926년, 폭스 필름에서 《영광의 길》을 제작하였다. 이후 유나이티드 아티스츠에서 1932년, 《스카페이스》를 제작하면서 명장의 길을 걷기 시작하였다.
1938년에는 RKO 라디오 픽처스에서 캐리 그랜트와 캐서린 헵번이 출연한 스크루볼 코미디의 걸작, 《아기 양육》을 제작한다. 이 영화는 흥행에 실패하자 호크스는 RKO에서 해고된다. 이후 컬럼비아 픽처스에서 드라마 장르의 《천사만이 날개를 가졌다》 (1939), 코미디 장르의 《그의 연인 프라이데이》 (1940) 등을 제작하였는데 이 모두 캐리 그랜트가 주연을 맡았다.
이후 워너브라더스에서 《요크 상사》 (1941), 《소유와 무소유》 (1944), 《빅 슬립》 (1946) 등을 제작하는데 특히 《빅 슬립》은 느와르의 걸작으로 평가받는다.

## 같이 보기
- 캐리 그랜트
- 험프리 보가트
- 마릴린 먼로